# 杨宏声
杨宏声（？—？），直隶柏乡县（今河北柏乡县）人，清朝政治人物、同進士出身。
乾隆十六年（1751年）辛未科进士。乾隆二十六年（1761年）接替郑炳任金山县知县一职，三十年（1765年）去职，由青浦县丞康錂暂署。